# Історія Придністров'я
Придністро́в'я (Придністро́вська Молдавська Республіка або Наддністря́нщина, скрочено ПМР) — невизнана держава у Східній Європі, яка займає всю частину лівого берега Дністра, а також кілька населених пунктів на правому березі річки. Міжнародна спільнота визнає державу частиною Республіки Молдова, проте остання не має контролю над регіоном. На північному сході Придністров'я межує з Україною (Одеська та Вінницька області).
Історія заселення Придністров'я первісними людьми налічує як мінімум 1 мільйон років, що підтверджено виявленими в 2010 і 2012 році стоянками давньої людини олдувайської культури. В епоху енеоліту в Придністров'ї були поширені поселення трипільської культури — однієї з основних енеолітичних культур на південному сході Європи.
З давніх часів ця територія була населена скіфами. В античну епоху територія Придністров'я була населена кімерійцями, скіфами та сарматами. Пліній Старший згадує тирагетів, аксіаків і кробізов. У гирлі річки греки з Мілета побудували місто Тіра (нині — Одеська область, Україна).
В IV столітті територія Придністров'я була захоплена гунами. В часи раннього середньовіччя на території сучасного Придністров'я жили слов'янські племена уличів і тиверців, а також тюрки-кочівники: печеніги і половці. Певний час ця територія була частиною Київської Русі і Галицько-Волинського князівства, а з 60-х років XIV століття — Великого Князівства Литовського і Руського.
В 1569 році північне Придністров'я як Брацлавське воєводство увійшло до складу Речі Посполитої. Після 
національно-визвольної Війни українського народу під проводом Богдана Хмельницького регіон у 1648 році увійшов до складу Гетьманщини, як частина Брацлавського полку. В 1684 році Придністров'я частково увійшло до складу Ханської України (зі столицею в Ягорлику, пізніше в Дубоссарах). В 1793 році після другого розділу Речі Посполитої Придністров'я увійшло до Російської імперії.
Південне Придністров'я стало частиною Золотої Орди в 1242 році, з кінця XV століття увійшло в Кримське ханство, з другої половини XVIII століття було підпорядковане Едисанській орді. За Ясським мирним договором (9 січня 1792 роки) стало частиною Російської імперії.
З кінця XVIII століття Російська імперія здійснювала заселення цього регіону для захисту своєї південно-західного кордону. Російська влада заохочували міграцію в Придністров'ї українців, росіян, болгар, євреїв, німців і молдаван.
В XX столітті Придністров'я входило до складу Української Народної Республіки, Української Держави та Української РСР. Після входження УРСР до Радянського Союзу, в 1924 була утворена Молдавська АРСР, в межах якої було об'єднано територію Придністров'я.

## Давні часи
Стародавні люди жили на території Придністров'я вже понад 300 тис. років тому в ранньому палеоліті. На території регіону знайдені дві такі стоянки у с. Вихватинці (Рибницький район) та с. Нове Погреб'я (Дубоссарський район). Розкопки виявили велику кількість кісток і фрагментів скелета мамонтів, зубрів, шерстистих носорогів, коней і оленів, які були предметом полювання стародавньої людини.

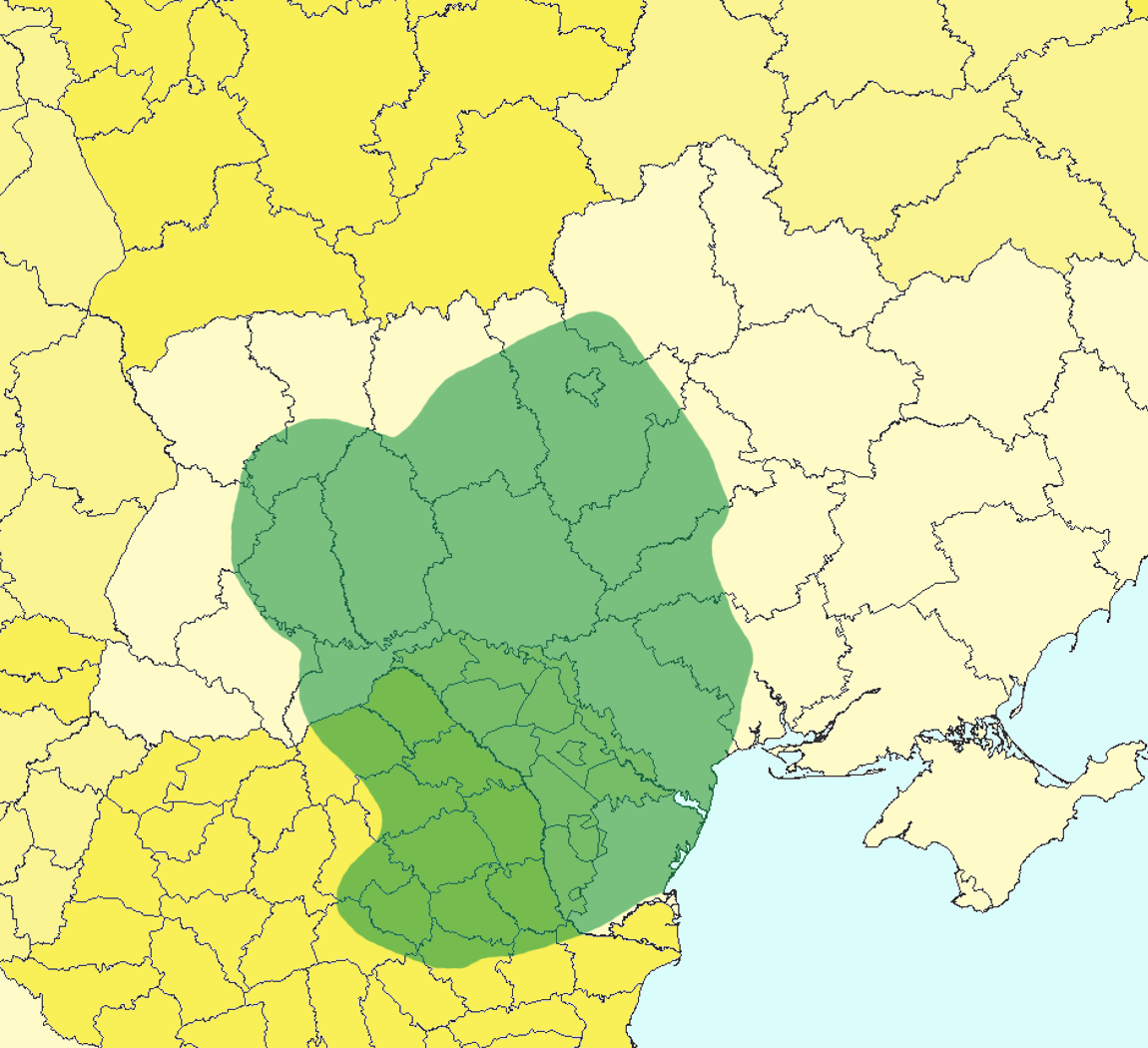
Трипілля (IV—III тис.до н. е.)

Околиці м. Кам'янка і с. Рашків відрізняються концентрацією палеолітичних пам'яток саме того відрізка часу, коли теплий і вологий клімат в кінці раннього палеоліту на всій земній кулі помітно змінився. палеоліту на всій земній кулі помітно змінився. У період максимального похолодання, тобто в останній стадії зледеніння Європи в Придністров'ї концентруються носії поки ще не зовсім дослідженої, загадкової епіоріньякської культури. Імовірно це були спадкоємці перших кроманьйонців, які потіснили неандертальців.
На час пізнього палеоліту (близько 40-10 тис. років тому) в основних рисах сформувався вигляд сучасної людини. В цей період на території
Придністров'я практично до кінця верхнього палеоліту мешкають наступники епіоріньякців — представники епіграветської культури. Підтвердженням цьому є стоянки в с. Валя-Адинке, Подойма і м. Кам'янка.
В епоху енеоліту в Придністров'ї були поширені поселення трипільської культури — однієї з основних енеолітичних культур на південному сході Європи. Для цієї культури характерні високий рівень розвитку господарства, високорозвинені суспільні відносини, матеріальна і духовна культура. Основна маса знарядь праці виготовлялася з каменю, а також з кістки і рогу. Вироби з металу ще рідкісні. Жителі трипільських селищ були осілими землеробами і скотарями, вирощували пшеницю, овес, просо, ячмінь, горох, боби. Землеробство було в основному мотичним. Основу стада становив велику рогату худобу, розводили овець і кіз. Розвиток скотарства сприяло появі прядіння та ткацтва. Трипільські майстри вже освоїли досить складні процеси холодної та гарячої кування самородної міді, різання і свердління металу, пізніше вони освоїли і складну техніку лиття металу. Виключно високого рівня досягло гончарне ремесло. В епоху розквіту трипільської культури Придністров'я характеризувалося значною щільністю на-селища: на 1 квадратний кілометр припадало в середньому близько 13 осіб.
У Придністров'ї широко представлені також пам'ятники племен усатівської локальної групи: кургани біля сіл Бутор, Спея, Красногірка Григоріопольського району, Паркани, Тернівка, Суклея Слободзейського району. До пізньотрипільських пам'ятників відноситься і широко відомий могильник у с. Вихватинці Рибницького району, в якому досліджені 74 поховання.

## Античність
На правому березі Дністра осіли ранньофракійські племена, а на лівому березі в середній течії Дністра проходила околиця Кімерійського царства, яке існувало з IX по першу половину VII століття до Р. Х.

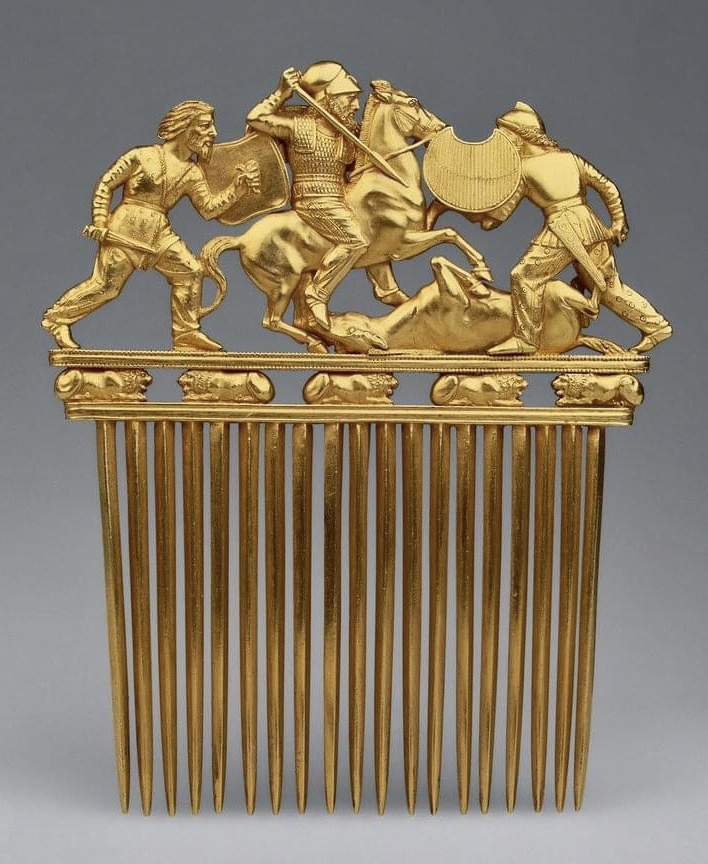
Скіфський золотий гребінь

Фракійці жили в основному в лісостеповій зоні, становлячи північно-східну гілку великого масиву фракійських племен південно-східної Європи. Кімерійці ж мешкали в степовому регіоні Північного Причорномор'я. Фракійці займалися скотарством і землеробством, а також виплавкою і обробкою бронзи і заліза, виробництвом глиняного посуду, прядінням і ткацтвом. Ранні кімерійці вели осілий спосіб життя і однаково займалися як скотарством так і землеробством. У VIII–VII ст. до н. е. вони перейшли до кочового скотарства. Кімерійці не будували міст, і єдиним свідченням їх перебування в Придністров'ї є рідкісні кургани невеликих розмірів.
З кінця VII ст. до н. е. в степах Північного Причорномор'я проживали скіфські племена. Скіфи були скотарями і вели кочовий спосіб життя. Скіфи-кочівники здійснювали військові набіги на сусідніх фракійців-гетів, відтиснутих ними в більш північні лісостепові райони. Взаємодії скіфів і фракійців були не тільки військові, про що свідчать численні гетські городища, але і мирні.
Осілі гети через скіфів торгували з грецькими колоніями сільгоспродуктами, і перш за все — зерном. Помітно скіфський вплив на фракійців в поховальному обряді, мистецтві, озброєнні і т. ін. Тісні контакти фракійців зі скіфами сприяли обопільною культурному запозичення.
Незважаючи на те, що територія Придністров'я перебувала на периферії скіфських земель, відкриття численних курганів цієї культури на Дністрі свідчить про проживання тут досить численного скіфського населення. Про тісні контакти з грецькими містами-колоніями свідчать, наприклад, дослідження скіфського поселення у с. Чобручі Слободзейського району, розташованого на кордоні земель поліса Тіри і скіфських районів, а також золоті прикраси, знайдені в курганах у міста Дубоссари, у сіл Нікольське Слободзейського району і Бутор Григоріопольського району.
Наприкінці VII — початку VI ст. до н. е. почалася грецька колонізація Північного Причорномор'я. Багато поселень грецьких колоністів цього часу мали характер торговельних факторій. У Північно-Західному Причорномор'ї великими грецькими містами стали Тіра і Ольвія. Ольвія розташовувалася на правому березі Дніпровсько-Бузького. Тіра перебувала на правому березі Дністровського лиману. Тіра була оточена іншими грецькими поселеннями, що становили її сільську округу (хору). Разом вони утворювали античну грецьку громаду-держава (поліс).
У I ст. до н. е. починається римська експансія в Подунав'ї і Нижньому Придністров'ї. Римляни встановили свій кордон по лінії нижнього Дунаю, а на початку I в. н. е. здійснювали походи за Дунай. Після завоювання південнодунайських племен були скорені причорноморські грецькі колонії. В цей же час на Придністровські землі тиснуть і варварські племена. У середині I ст. до н. е. гети руйнують Ольвію.
В цей же час в степах Північного Причорномор'я з'являються представники одного з найбільших об'єднань, об'єднання сарматів-язигів. Але рух кочових народів призупинився на кордоні поки ще сильного Риму. Сармати були істинно кочовим народом. Вони жили табором, перевозячи своє майно туди, куди їх приваблювали кращі пасовища або відтісняли вороги.

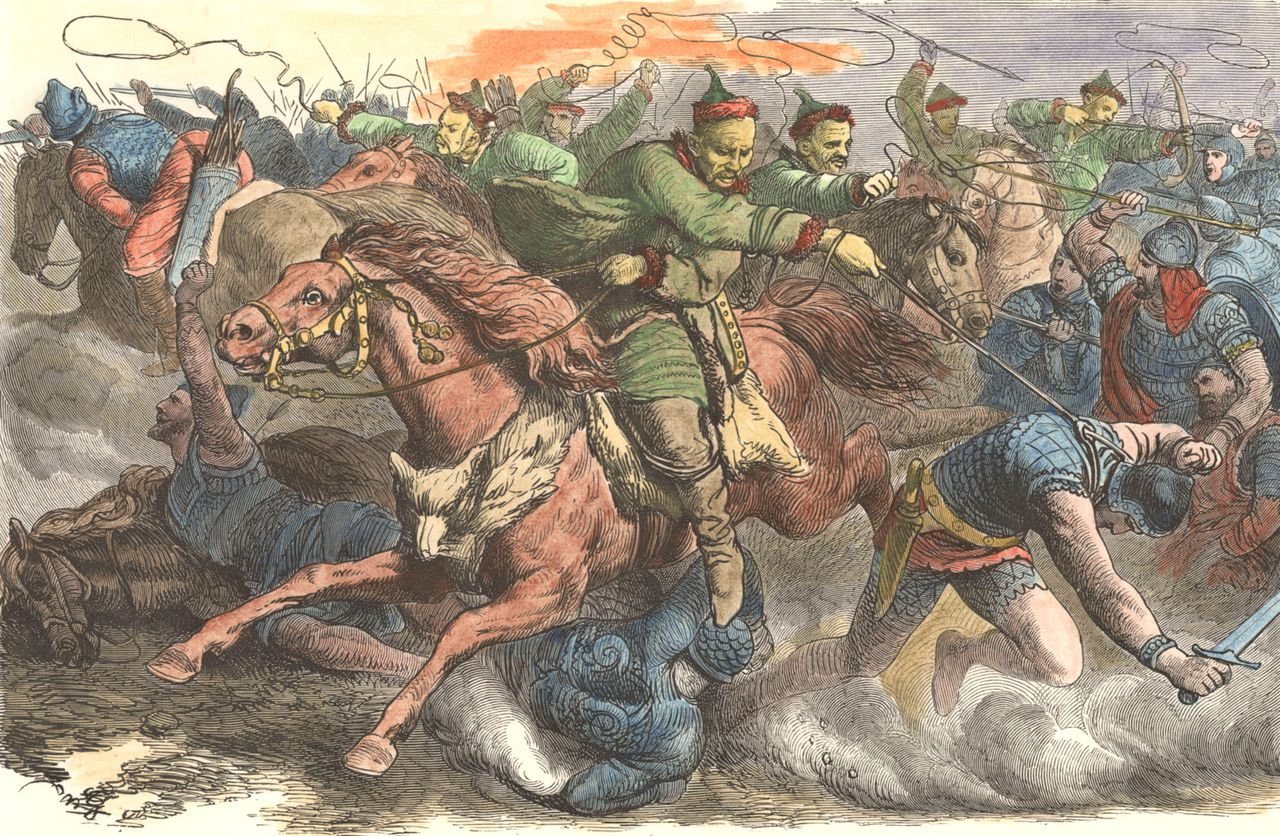
Бій гунів з аланами

Перебування сарматів на території Придністров'я в I — початку II століть підтверджується археологічними знахідками (біля сіл Грушка, Окниця, Подойма Кам'янського району, Красногірка і Токмазея Григоріопольського району, поблизу м. Тирасполя, у сіл Коротнєв і Паркани Слободзейського району, біля села Мокра Рибницького району). За язиги слідували роксолани, алани і ін.
У III ст. в Північне Придністров'я вторгаються германські племена готів. З цими подіями узгоджуються відомості письмових джерел про потужний союз племен на чолі з готами. Зайнявши Придністров'ї готи поділялися на дві основні групи: східні, або остготи і західні, чи вестготи (візіготи, тервінги). Дністер став кордоном між остготським і вестготським племінними союзами. Тервінги займали Нижнє Подністров'я і Подунав'я. Нові племена поклали край сарматському пануванню.
Наприкінці IV ст. н. е. гуни завдали удару по населенню Дністровсько-карпатських земель і знищили майже всі черняхівські поселення в цьому регіоні. Про раптовість нападу і масове знищення населення свідчать скарби монет та інших скарбів, захованих жителями знищених поселень. Близько 375-376 рр. гуни розгромили остготів і напали на їх західних сусідів. Тільки Атанаріх зробив спробу опору. Однак в битві на берегах Дністра гуни розгромили вестготів. Частина готів під керівництвом з Атанаріхом відійшла до Карпат, інша переселилася в Подунав'я, під захист Римської імперії, а третя увійшла до складу гунского племінного союзу.
Осіле життя землеробського населення в придністровських землях практично припинилася, перервався і грошовий обіг. Територія краю в значній мірі була в запустінні аж до заселення її слов'янами.

## Слов'янська колонізація Придністров'я
Наприкінці V — початку VI столітті землі Придністров'я інтенсивно починають заселятися слов'янами. Слов'яни, споконвічні хлібороби, хоча і просувалися відносно повільно, але зате міцно освоювали заселену територію і приносили в район своєї колонізації економічну і соціальну стабілізацію, необхідну для існування осілого землеробського господарства.
До кінця VI — початку VII століття, перейшовши через Дністер і заселивши значну частину території Дністровсько-карпатських земель, слов'яни, перейшли кордон Візантійської імперії на Дунаї, заселили значну частину території Балканського півострова.
Археологічні дослідження дозволили виділити матеріальну культуру антів і склавинів. Ареал цих культур збігається в основному з даними письмових джерел про розміщення цих племен. Таким чином, за наявними даними, Дністровські землі в VI–VII ст. були заселені представниками двох військово-політичних об'єднань слов'янських племен: антами і склавинами.
Слов'яни вирощували пшеницю, жито, ячмінь, просо, овес, горох, льон, коноплі. Відомо їм було овочівництво і садівництво. Другою надзвичайно важливою галуззю виробничої діяльності слов'ян було скотарство з переважним розведенням великої рогатої худоби, властивого, як правило, саме осілому населенню. Про це свідчать як візантійські автори, так і аналіз кісткових залишків з слов'янських поселень Подністров'я.
З кінця VIII століття чисельність населення Карпато-Дністровських земель різко зростає, що підтверджується археологічними даними. Лаврентіївський літопис говорить про те, що в Подністров'ї мешкають племена тиверців і уличів. Східні географи зараховують уличів не до слов'ян, а конкретно до русів.
Уличі спочатку до X ст. проживали в Подніпров'ї. Давньоруський літопис «Повість врем'яних літ» при перерахуванні і локалізації східнослов'янських племен на південному заході східнослов'янського ареалу розміщує тиверців і уличів. Про тиверців йдеться, що вони «седяху бо по Днестру, приседяху къ Дунаевы. Бе множество их: седяху бо по Днестру оли до моря, и суть грады их и до сего дне…».
У Подністров'ї відомо значна кількість східнослов'янських тиверських поселень. Більшість з них були неукріпленими селищами, але до кінця IX початку X ст. у тиверців з'являються і укріплені поселення-городища. Практикувалися гніздовий спосіб розташування жител. Основним типом житла слов'ян була напівземлянка завглибшки 0,5—1 м. Площа від 6 до 20 кв. м. Стіни обшивалися дерев'яними плахами.

## Придністров'я у складі Київської Русі
Починаючи з IX ст. у східних слов'ян Придністров'я зароджуються феодальні відносини. У сусідської громаді виділяються з часом заможні сім'ї, що склали общинне знати. З її середовища вибирають військових вождів — князів, наділених владою над іншими общинниками. Значна частина кращої землі згодом потрапляє в руки старійшин і князів. Виникають перші перед державні об'єднання племен, які в руському літописі названо князівствами.

Київська Русь (1220-1240).

Виникнувши в IX ст., Київська Русь переживала процес інтеграції, формування своєї державної території. У X ст. Давньоруська держава вела війни не тільки за збереження своєї цілісності, але також і за поширення влади на інші племінні союзи князівств східних слов'ян. Згодом входження до його складу уличів і тиверців, межа Київської держави простягалася до Дунаю.
Входження Придністров'я до складу Київської Русі благотворно позначилося на культурних і економічних взаєминах з центральними областями держави, а також на торгових і культурних зв'язках з іншими державами: Першим Болгарським царством, Візантією, Чехією, Угорщиною і т. д. Тут пожвавився розвиток феодальних відносин.
З'явившись вперше в XI ст. в Північному Причорномор'ї, половці (кипчаки, кумани) запанували там, аж до монгольської навали, а весь Великий Євразійський степ з другої половини XI ст. в східних джерелах називається Половецький степ. З XII століття половці повністю контролюють ситуацію і беруть печенігів і торків під свій контроль. В кінцевому підсумку кочівники змішалися.
Постійна присутність кочівників в південній частині Дністровських земель в X–XII ст. і їх руйнівні походи на сусідні території привели до руйнування значної кількості слов'янських поселень і знищення великої кількості давньо-українського населення. З небезпечної зони багато жителів пішли в межі Галицького князівства, під його захист.

## Придністров'я і Галицько-Волинське князівство
З розпадом Київської Русі Дністровські землі певний час входили в сферу впливу Галицько-Волинського князівства. Час з середини XII століття і до початку XIII в. стало часом нескінченних міжусобиць, в результаті яких 1199 року волинський князь Роман Мстиславович об'єднав Галицьку і Волинську землі в Галицько-Волинське князівство, що проіснувало до 1352 року.
Галицько-Волинське князівство відігравало серйозну політичну роль. Рівень значущості Галицько-Волинського князівства ілюструє той факт, що римсько-католицька церква намагалася залучити на свою сторону князя Романа королівським титулом.
На початку XIII століття на зміну половців з прикаспійських степів на Русь прийшла нова небезпека. Монгольська кіннота, завоювавши Середню Азію, підкорила Північний Іран, пройшла на Північний Кавказ. Завоювання і поневолення Русі полчищами Батия стало можливим насамперед завдяки багаторазовій чисельній перевазі ворога над руськими дружинами і народним ополченням. Князі діяли
розрізнено, не бажали допомагати один одному (великий князь Владимиро-Суздальський Юрій Всеволодич
відмовив у допомозі рязанському князеві Юрію Ігоровичу), сперечались за командування об'єднаним військом.
З приходом ординців позиції галицько-волинських князів похитнулися. 1240 було захоплено Київ, 1241 ординці вдерлися до Галичини і Волині, де сплюндрували безліч міст, включно зі стольними градами Галичем і Володимиром. Оскільки княжа влада не зуміла протистояти навалі, проти неї вкотре виступила боярська верхівка. Слабкістю князівства скористались західні сусіди, які спробували захопити Галич. У відповідь Романовичі захопили 1244 польський Люблін, 1245 розбили війська угорців, поляків, бунтівних бояр у битві під Ярославом. Боярська опозиція була остаточно знищена, князь Данило зміг централізувати своє управління.
Після коронації Данила Романовича у 1253, стало Руським королівством, спадкоємцем Київської династії, продовжувачем європейських, руських, політичних і культурних традицій. Князівство проводило активну зовнішню політику в Східній і Центральній Європі. Головними ворогами (конкурентами) були Польща, Угорщина, половці, з середини ХІІІ століття — Золота Орда, Литва. Для протидії агресивним сусідам Галицько-Волинське князівство неодноразово укладало союзи із католицьким Римом, Тевтонським Орденом.

## XIV—XVI століття

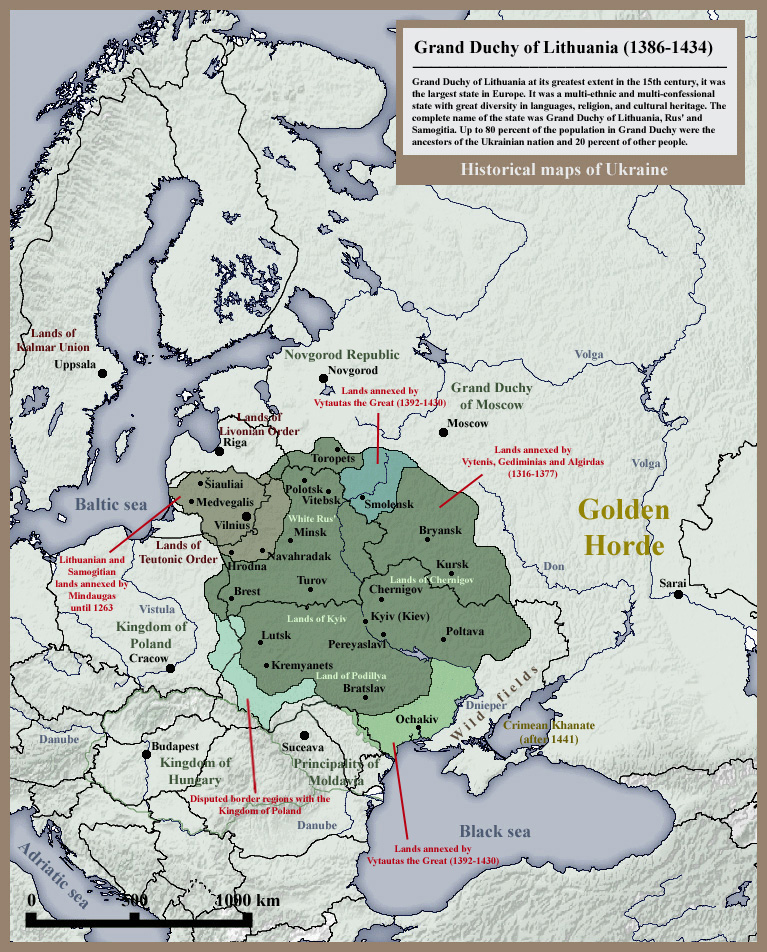
Велике Князівство Литовське і Руське (1386—1434).

На деякий час Придністров'я потрапляє в сферу інтересів Литовсько-Руської держави. У 1387 лівобережжі Дністра закріплюється за литово-руським князем Владиславом II. У XV столітті землі Північного Придністров'я активно освоювалися. Але територія залишається прикордонною, і нові поселення з самого початку створювалися як військові опорні пункти як з боку Польщі так і зі сторони Орди. На початку століття в документах згадуються Рашків (1402) і Тягянякячю (Бендери) (як татарський митний пункт на Дністрі).
Близько Рашкова споруджується фортеця Калагур (Калавур), що стала на ключем до Придністров'я. Поступово Рашків набуває значення великого торгового центру Придністров'я, який зв'язує Південно-Східну Європу та Руські князівства. З Придністров'я вивозять поташ, дьоготь, пшеницю. Тут сходяться торгові шляхи, під прикриттям фортеці розвивається господарство і ремесла. І, якщо Рашків, в силу багатьох факторів, став великим середньовічним центром на Дністрі, то Тягянякячу практично до початку XVI століття залишався маловідомим місцем.
У 1443 році зі складу вмираючої Золотої Орди виділилося, а в 70-х роках стало васалом Туреччини Кримське ханство. Почастішали напади татар на Придністров'я. В цей час Польща і Литва почали війну за володіння Західного Поділлям і Брацлавщини. В результаті майже 10-річної війни Східне Поділля (Брацлавщина), а разом з нею і Придністров'я перейшли до литовського князя і були приєднані до Київського князівства. До цього часу по річці Ягорлик встановлюється межа між об'єднаним польсько-литовською державою і Золотою Ордою, а надалі з Кримським ханством і з 1526 року зі Османською імперією.

## Придністров'я і українське козацтво
Придністров'я в цей час займає стратегічне положення на стику трьох сильних держав — Польщі, Кримського ханства і Османської імперії. У всіх трьох були серйозні інтереси в Придністров'ї. На захист південних рубежів держави став новий військовий стан — козаки. У період між 1508 і 1528 р. козаки під начальством брацлавського і віленського старости князя Костянтина Острозького зробили чотири походи проти татар, відбиваючи їх напад і спустошуючи прикордонні з Литвою землі.
Коли в степах України появилися козаки та що означала сама назва точних відомостей в історії та літописах нема. Деякі дослідники історії українського козацтва стверджують, що після взяття монгольськими ордами Києва та ін. земель руських, руський народ почав переселятися в місцевості неприступні для ворога і створювати там свої дружини легкого війська для оборони від ворогів. В ті часи причорноморські степи носили назву — Казарія. Походження козаків з таких давніх часів не підтверджене письмовими джерелами.
В польських письмових джерелах саме слово «козак» по відношенню до українських козаків з'явилося в 1515-1516 рр. Тобто після спільного військового походу гетьманів O. Дашкевича та П. Лянцкоронського проти білгородської орди. Після нападу татар у 1515 р. на українські землі, Остафій Дашкевич разом з Предславом Лянцкоронським організовують військовий похід проти буджацької орди і спустошують їх кочовища до самого Білгорода. Король Сигізмунд вибачився тоді за їхні дії перед ханом і сказав, що це було не військо, а козаки, вживши для цього слово татарського походження «козаки», яке перед тим вживав сам хан, виправдовуючи пограбування руських земель його підлеглими. З цього часу разом з назвою запорожці, а ще раніше черкаси, в польських письмових джерелах почали використовувати також назву козаки.
В економічному плані наприкінці XVI — на початку XVII століття на Брацлавщині і Придністров'я спостерігається економічний підйом. Приплив втікачів в Придністров'ї стимулював зростання козацтва і сприяв появі нових селищ. На цей час припадає заснування Валадинкі (Валя-Адинке), Білоч, Хрустова (Хрустова), Рибниці. Розвиваються і розширюються міста і містечка Придністров'я.
Козаки починають відігравати важливу роль в політичному житті не тільки України, але суміжних держав: Молдавії, Туреччини, Кримського ханства та Московського царства. Наприкінці XVI століття походи козаків в Молдавію, Туреччину, Крим не були поодинокими, що послужило приводом для напруженості у відносинах з цими країнами. Польсько-турецькі війни не раз робили Придністров'я ареною кривавих сутичок і жертвою набігів татар.

## Національно-визвольна війна українського народу
Протягом XVI — І пол. XVII ст. у Молдові відбувається кілька повстань проти османського панування. В середині XVI століття у Бессарабію здійснювали походи козацькі загони на чолі з Д. Вишневецьким (1553,1564), І.Свірговським (1574), Іваном Підковою, (1577), С. Наливайком (1594).
Після придушення козацько-селянських повстань (кін. XVI — перша пол. XVII ст.) владі Речі Посполитої здалося, що вона остаточно підкорила українців, оскільки збройні виступи на деякий час припинилися. Навіть роки від 1638 до 1648 року отримали назву «десятиріччя золотого спокою». Проте в сер. XVII ст. становище українського народу під владою Речі Посполитої стало особливо важким. В Україні не було жодної соціальної верстви населення, яка б не зазнавала утисків у правах. Тому спокій, що запанував після повстань не був довготривалим, адже існуючі протиріччя залишалися невирішеними. Національно-визвольна боротьба українців проти панування Речі Посполитої була обумовлена об'єктивними передумовами і причинами, які мали соціально-економічний, релігійний та національний характер. У цей період 1648—1654 років Придністров'я було міцним тилом.

У 1654 році через Придністров'я подорожував Антіохійський патріарх Макарій. Павло Алеппський, який супроводжував патріарха, записав у своєму щоденнику: 
|  | В суботу 10 червня (1654 р.), ми під'їхали до берега великої річки Ністроса (Дністра), яка становить крайню межу країни Молдавської і початок кордону землі козаків. Ми переправилися через річку на судах. ... Назустріч йому вийшли тисячі народу, в незліченній безлічі (Бог нехай благословить і примножить їх!). То були жителі міста, на ім'я Рашків. Це дуже велике місто, побудований на березі згаданої річки; він має міцність і дерев'яний форт з гарматами ... Число грамотних особливо збільшилася з часу появи Хмеля (дай Бог йому довго жити!), який звільнив ці країни і позбавив ці мільйони незліченних православних від ярма ворогів віри, проклятих ляхів. |

## Придністров'я у складі Гетьманщини
Турецький мандрівник Евлія Челебі, що здійснював свою подорож з турецькою армією у 1659 році називав Придністров'я козацькою країною. Регіон увійшов до складу Гетьманщини, яка утворилася внаслідок перемоги повстання Богдана Хмельницького. Тут були утворені Вільшанська сотня Брацлавського полку у 1648—1657 рр. та Рашківська та Ягорлицька сотні Чечельницького полку у 1650 та 1673—1676 рр. Згодом у 1657 році був створений окремий Придністровський полк на чолі з Остапом Гоголем. На час присяги московському цареві, грудень 1659-го, формація нараховувала 6 сотень.
У червні 1699 р Варшавський сейм прийняв постанову про ліквідацію Київського і Брацлавського полків. В цей же час на Поділля і Брацлавщину були введені польські війська і зайняті найбільші міста. Україна перебувала на порозі нової козацької війни.
У Кам'янці, Рашкові, Ягорлику міщани і селяни вигнали польську шляхту і виступили на боці козаків. Для придушення повстання Польща збирала війська. Шляхта звернулася до уряду і молдавському господарю за допомогою. У Придністров'ї козацькими загонами командував Андрій Абазин. 7 вересня 1702 року наказний гетьман Самуїл Самусь звернувся до повстанців з Придністров'я із закликом йти на з'єднання з головними силами під Білу Церкву. Загони з Придністров'я відгукнулися на заклик гетьмана. У лютому 1703 року повстання на Поділлі було придушене, але хвилювання тривали до 1705 року. Однак і після цього в Придністров'ї не встановився мир.
Придністров'я було одним із центрів гайдамацького руху в 60-ті роки XVIII століття.

## Захоплення Придністров'я Російською Імперією
За Ясським мирним договором (9 січня 1792 роки) Придністров'я стало частиною Російської імперії. Із сучасних значущих центрів ПМР під турецько-татарської владою знаходилися міста Дубоссари, Тирасполь, Слободзея. В 1792 рік у Південне Придністров'ї було віддана Росії Османською імперією.
В 1793 рік у Росія отримала Північне Придністров'я при Другому розділу Польщі.
З кінця XVIII століття Російська імперія здійснювала заселення цього регіону для захисту своєї південно-західного кордону. Російська влада заохочували міграцію в Придністров'ї болгар, росіян, українців, євреїв, німців, вірмен, греків і молдаван.

## 1917—1922
З проголошенням УНР територія Придністров'я увійшла до її складу як частина Херсонської та Подільської губерній. Пізніше була окупована РСФСР і на території Придністров'я з'явилася Одеська Радянська Республіка,але після Берестейського миру землі Придністров'я увійшли до Української Держави Скоропадського. Після Антигетьманського Повстання залишилась в складі УНР,але в 1919 туди висадилася інтервенція Антанти і зайняли Тирасполь в 1919-1920 років УНР знову взяла місто під свій контроль,але була вибита більшовиками. Влада УНР все ще хотіла взята регіон під контроль і під час другого зимового походу вирішила укріпитися там,зайшовши з боку Румунії, на жаль безуспішно.

## У складі СРСР і Румунії

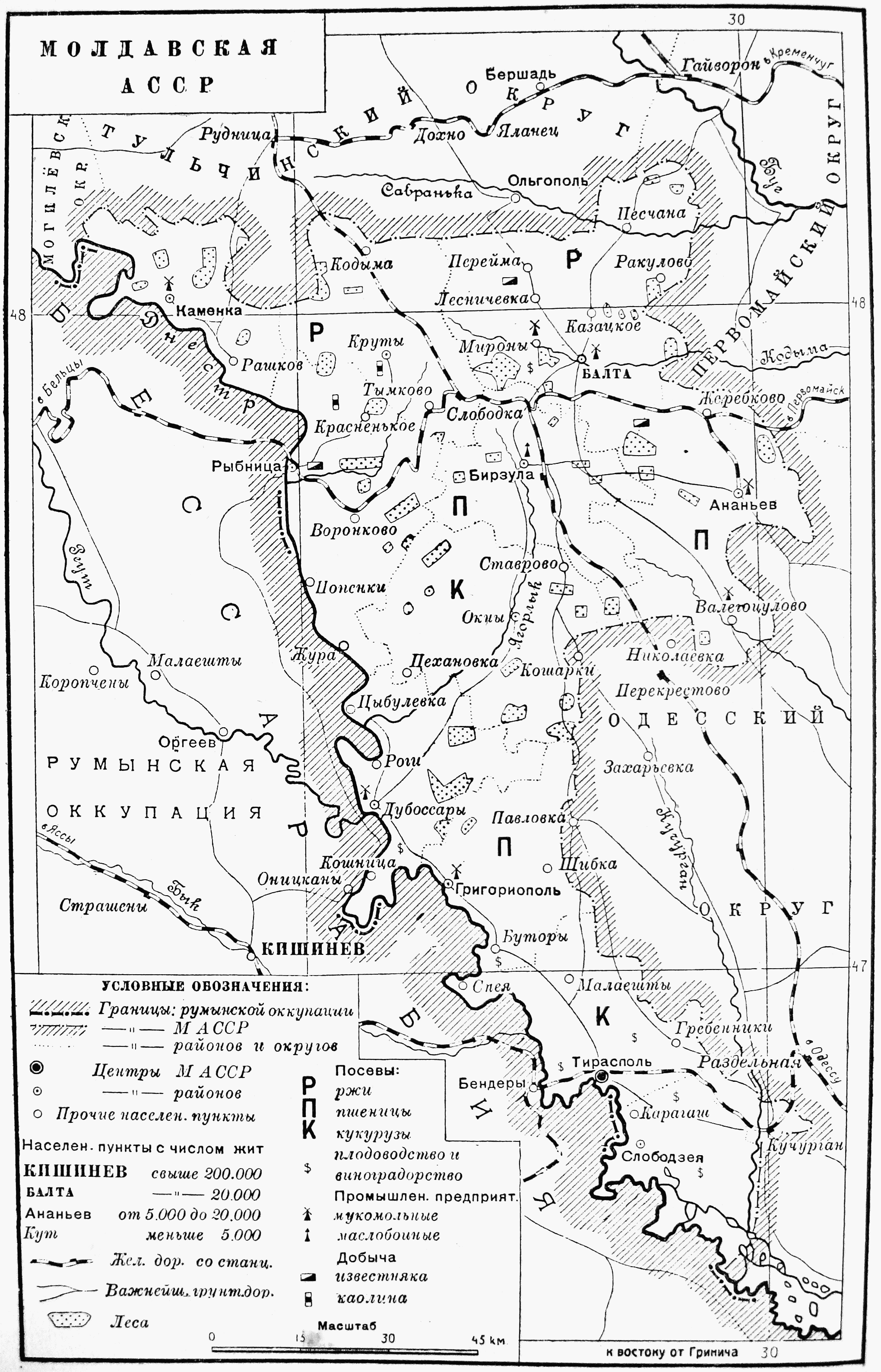
Мапа МАРСР

До 1940 р. частина території Придністровської Молдавської Республіки перебувала у складі Української РСР. У 1924 р. за ініціативою Котовського, Ткаченка та інших тут створена Молдавська Автономна Радянська Соціалістична Республіка (МАССР) у складі Української РСР. Вона повинна була стати плацдармом для повернення Бессарабії, яка приєдналася до Румунії в 1918 р. Радянський Союз не визнав її відторгнення, мотивуючи це, зокрема, тим, що радянські вимоги про проведення на території колишньої Бессарабської губернії всенародного плебісциту про приналежність цієї території були двічі відкинуті румунською стороною. Офіційними мовами МАРСР оголошені молдовська, українська та російська. Столицею республіки стало місто Балта, з 1929 р. її перенесли в Тирасполь, який зберігав цю функцію до 1940 р.
Після поразки Польщі у війні проти Німеччини, вступу радянських військ на території Західної України і Білорусі у вересні 1939-го і капітуляції Франції в червні 1940-го 26 червня 1940 р. СРСР в ультимативній формі зажадав від Румунії передати СРСР територію Бессарабії і Північну Буковину (район Герца включений помилково під час наступу). Позбувшись підтримки Франції, зіткнувшись з територіальними домаганнями Угорщини на заході, Румунія прийняла висунутий СРСР ультиматум. Відірвана територія Бессарабії (за винятком Південної Бессарабії, включеної в Одеську область, і Північної Бессарабії, яка разом з Північною Буковиною і районом Герци утворили Чернівецьку область УРСР) була приєднана до частини МАРСР і перетворена в Молдавську Радянську Соціалістичну Республіку зі столицею в Кишиневі. Балта і прилеглі до неї райони залишилися у складі УРСР без автономного статусу.
2 серпня 1940 р. на VII сесії Верховної Ради СРСР прийнятий Закон про створення союзної Молдавської Радянської Соціалістичної Республіки.
Після створення МАРСР на території сучасної Придністровської Молдовської Республіки попрямували численні переселенці з Росії і України, допомагаючи створювати місцеву промисловість. Більшість промислових підприємств Молдовської РСР (нині Республіка Молдова) спочатку була зосереджена на території Придністров'я, оскільки економіка решти Молдови (Бессарабії) під час перебування в складі Румунії (1918–1940) мала, в основному, аграрний характер і була найбільш відсталою з усіх провінцій Румунії, а промислові підприємства, які, в основному, займалися переробкою сільгосппродукції (частка продукції харчової промисловості в 1937 році становила 92,4 %).

## Друга світова війна
У 1941 р. Німеччина і її союзники напали на СРСР, Румунія отримала можливість повернути території, приєднані рік тому Радянським Союзом. До складу Великої Румунії, крім Бессарабії і північної Буковини, увійшла область між річками Південний Буг і Дністер (включаючи міста Балта, Одеса та правобережну частину м. Миколаєва), яку назвали Трансністрією («Задністров'я»).
У 1944 р., з виходом Червоної армії на Балкани, межі повернулися до положення, що існували на початок німецько-радянської війни.

## Період після 1945
В 1956 р. в Молдавській РСР (в тому числі, і на території Придністров'я) була розміщена 14-та армія. Вона залишилася тут і після розпаду СРСР, охороняючи склади озброєнь і боєприпасів — запаси, створені на випадок бойових дій на Південно-Східному театрі військових дій в Європі. В 1984 р. штаб армії переведений з Кишинева до Тирасполя.
У складі Молдавської РСР Придністров'я не мало особливого статусу.
В 1980-ті роки політика перебудови і гласності Михайла Горбачова в Радянському Союзі дозволила політичну лібералізацію на регіональному рівні. Це призвело до створення різних неформальних рухів у Молдавській РСР і відродження прорумунського націоналізму серед етнічних молдован. Найвідомішим з цих рухів був Народний фронт Молдови. Навесні 1988 р. НФМ зажадав, щоб радянська влада оголосила молдовську мову єдиною державною, повернулася до використання латинського алфавіту та визнала загальну етнічну ідентичність молдован та румунів. Радикальніші фракції Народного фронту підтримували крайні антименшистські етноцентристські та шовіністичні позиції, закликаючи національні меншини, особливо слов'ян (в основному, росіяни і українці) і гагаузів залишити або виключити з Молдови.